# Нижньогородський державний університет імені М. І. Лобачевського
Нижньогородський державний університет імені М. І. Лобачевського (рос. Национальный исследовательский Нижегородский государственный университет им. Н. И. Лобачевского) — класичний заклад вищої освіти та науково-дослідний центр в російському Нижньому Новгороді, заснований у 1916 році.

## Історія
Заснований 31 січня 1916 року як один з трьох Народних університетів Росії, що входили до системи «вільних» університетів. Для Нижнього Новгорода це був перше заклад вищої освіти.
У 1918 році до Нижнього Новгорода евакуйовано Варшавський політехнічний інститут Імператора Миколи II. Після злиття університету інститутом і з Вищими сільськогосподарськими курсами він вперше в країні отримав статус державного університету.
У 1921 році здійснено значне скорочення кількості факультетів. 4 травня 1921 року вийшла Постанова РНК РРФСР про ліквідацію всіх історико-філологічних факультетів країни і організації на їх місці факультетів суспільних наук. У 1922 році кількість викладачів скорочена з 239 до 156.
14 квітня 1930 року РНК РРФСР прийняв постанову про розформування ряду закладів вищої освіти, в тому числі Нижньогородського університету. Окремі факультети перетворені на 6 інститутів :
- Механіко-машинобудівний інститут (в 1934 році увійшов до складу Горьківського індустріального інституту)
- Хіміко-технологічний інститут (в 1934 році увійшов до складу Горьківського індустріального інституту)
- Педагогічний факультет (в 1930 році виокремлено в педагогічний інститут)
- Агрономічний факультет (в 1930 році виокремлено в сільськогосподарський інститут)
- Архітектурно-будівельний факультет (в 1930 році виокремлено в будівельний інститут)
- Медичний факультет (в 1930 виокремлено в медичний інститут).

За рік, 11 листопада 1931, університет відновлений з 3 факультетами: фізико-математичний, біологічний і хімічний. Навчально-науковою базою стала будівля колишньої духовної семінарії (нині будівля природничо-географічного факультету Нижньогородського державного педагогічного університету на площі Мініна і Пожарського).
До 1932 року в складі ННДУ працювали такі відділення: фізичне, механічне, зоологічне, ботанічна, хімічне, математичне.
З 1938 року були встановлені вступні іспити та вперше Горьківський університет провів набір першокурсників за конкурсом.
20 березня 1956 року указом Президії Верховної Ради СРСР Горьківському державному університету присвоєно ім'я М. І. Лобачевського.
Нині в структурі університету працює 18 факультетів та інститутів, 132 кафедри, 6 науково-дослідних інститутів.
В університеті навчається близько 30 000 студентів, понад 1 000 аспірантів і докторантів, працює 1 200 кандидатів і понад 450 докторів наук. ННДУ є третьою за чисельністю працівників установою у Нижньому Новгороді після Горьківського автомобільного заводу та Горьківської залізниці.

## Структура

### Факультети та інститути
- Інститут біології та біомедицини
- Хімічний факультет
- Інститут міжнародних відносин та світової історії
- Радіофізичний факультет
- Фізичний факультет
- Інститут інформаційних технологій, математики та механіки
- Інститут економіки і підприємництва
- Інститут філології та журналістики
- Факультет ВШЗПФ («Вища школа загальної та прикладної фізики»)
- Юридичний факультет
- Факультет соціальних наук
- Інститут військової освіти
- Факультет фізичної культури і спорту
- Факультет іноземних студентів
- Факультет підвищення кваліфікації та професійної перепідготовки
- Інститут аспірантури і докторантури
- Інститут відкритої освіти
- Інститут реабілітації та здоров'я людини

### Науково-дослідні інститути
- Науково-дослідний інститут хімії
- Науково-дослідний фізико-технічний інститут
- Науково-дослідний інститут механіки
- Науково-дослідний радіофізичний інститут
- Науково-дослідний інститут суперкомп'ютерних технологій
- Науково-дослідний інститут нейронаук

### Інші дочірні структури
- Мала академія державного управління
- Фундаментальна бібліотека ННДУ
- Науково-освітній центр «Фізика твердотілих наноструктур»
- Арзамаський державний педагогічний інститут